# Daïras de la wilaya de Laghouat
La wilaya de Laghouat est composée de dix daïras (circonscriptions administratives), chacune comprenant plusieurs communes, pour un total de vingt-quatre communes.

## Liste de daïras

Daïras de la wilaya de Laghouat :
1. Aflou
2. Aïn Mahdi
3. Brida
4. El Ghicha
5. Gueltet Sidi Saâd
6. Hassi R'Mel
7. Ksar El Hirane
8. Laghouat
9. Oued Morra
10. Sidi Makhlouf

| Daïra             | Nombre de communes | Communes                                             | Superficie (km²) | Population (hab.) |
| ----------------- | ------------------ | ---------------------------------------------------- | ---------------- | ----------------- |
| Aflou             | 3                  | Aflou, Sebgag, Sidi Bouzid                           | 1 548            | 113 197           |
| Aïn Madhi         | 5                  | Aïn Madhi, Tadjemout, Tadjrouna, El Houaita, Kheneg  | 7 820            | 50 303            |
| Brida             | 2                  | Brida, Taouiala                                      | 985              | 15 924            |
| El Ghicha         | 1                  | El Ghicha                                            | 730              | 6 079             |
| Gueltet Sidi Saâd | 4                  | Gueltat Sidi Saad, Aïn Sidi Ali, Hadj Mechri, Beidha | 2 605            | 38 171            |
| Hassi R'Mel       | 2                  | Hassi R'Mel, Hassi Delaa                             | 5 912            | 33 337            |
| Ksar El Hirane    | 2                  | Ksar El Hirane, Bennasser Benchohra                  | 2 700            | 33 462            |
| Laghouat          | 1                  | Laghouat                                             | 400              | 144 747           |
| Oued Morra        | 2                  | Oued Morra, Oued M'Zi                                | 785              | 8 829             |
| Sidi Makhlouf     | 2                  | Sidi Makhlouf, El Assafia                            | 1 840            | 17 910            |